# وقود تركيبي

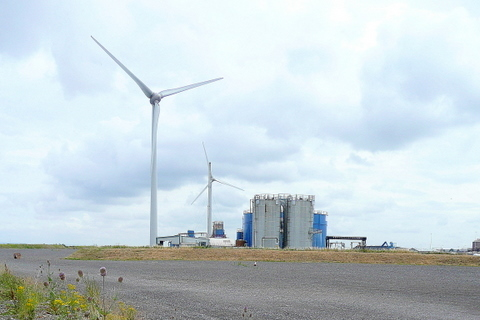
يمكن للوقود الكهربائي من الطاقة المتجددة أن يحل محل الوقود الأحفوري.

الوقود التركيبي synthetic fuels أو الوقود الكهربائي Electrofuels والمعروف أيضًا باسم الوقودالاصطناعي  هو نوع من الوقود البديل. يتم تصنيعه باستخدام ثاني أكسيد الكربون المحتجز أو أول أكسيد الكربون، جنبًا إلى جنب مع الهيدروجين الذي يتم الحصول عليه من مصادر الكهرباء المستدامة مثل طاقة الرياح والطاقة الشمسية والنووية. 
تستخدم العملية ثاني أكسيد الكربون في التصنيع وتطلق نفس الكمية تقريبًا من ثاني أكسيد الكربون في الهواء عند حرق الوقود، والغرض منه الحصول على بصمة كربونية منخفضة بشكل عام في اطار خفض الاحتباس الحراري (فإن حرقه لا يغير من تركيز ثاني أكسيد الكربون في الهواء). وبالتالي، فإن الوقود الكهربائي يعد خيارًا لتقليل انبعاثات غازات الاحتباس الحراري لا سيما للنقل والشحن لمسافات طويلة والنقل البحري والجوي. 
الأهداف الأساسية هي البيوتانول والديزل الحيوي، ولكنها تشمل الكحوليات الأخرى والغازات المحتوية على الكربون مثل الميثان والبيوتان.

## البحوث
كان المصدر الرئيسي لتمويل البحوث في تركيب الوقود الكهربائي السائل للنقل هو برنامج الوقود الكهربائي التابع لوكالة مشاريع الأبحاث المتقدمة للطاقة (ARPA-E)، برئاسة إريك تون. ARPA-E ، التي تم إنشاؤها في عام 2009 تحت إشراف وزير الطاقة في عهد الرئيس أوباما ستيفن تشو، هي محاولة وزارة الطاقة (DOE) لتكرار فعالية وكالة مشاريع الأبحاث الدفاعية المتقدمة، DARPA . تشمل الأمثلة المشاريع الممولة في إطار هذا البرنامج جهود وقود الديزل الحيوي OPX Biotechnologies بقيادة مايكل لينش  وعمل ديريك لوفلي على تركيب الوقود الميكروبي في جامعة ماساتشوستس أمهيرست،  والتي ورد أنها أنتجت أول وقود كهربائي سائل باستخدام ثاني أكسيد الكربون كمادة وسيطة. يمكن العثور على أوصاف لجميع مشاريع بحوث برنامج الوقود الكهربائي ARPA-E على موقع برنامج الوقود الكهربائي ARPA-E. 
عُقد أول مؤتمر للوقود الكهربائي، برعاية المعهد الأمريكي للمهندسين الكيميائيين في بروفيدنس ، رود آيلاند في نوفمبر 2011. في ذلك المؤتمر، صرح المدير إريك تون أن «بعد ثمانية عشر شهرًا من البرنامج، نعلم أنه يعمل. نحن بحاجة إلى معرفة ما إذا كان بإمكاننا جعله مهمة ضرورية». هناك عدة مجموعات تعمل في هذا المضمار، وتعمل على خفض تكلفة الإنتاج.
من المحتمل أن يكون الوقود الكهربائي مدمرًا إذا كان الوقود الكهربائي المحايد للكربون أرخص من الوقود البترولي، وإذا كانت المواد الأولية الكيميائية الناتجة عن الوقود المركب أرخص من تلك المكررة من النفط الخام. للوقود المركب أيضًا إمكانات كبيرة في تغيير أوضاع الطاقة المتجددة، حيث يسمح الوقود الكهربائي بتخزين مصادر الطاقة المتجددة من جميع المصادر بشكل ملائم كوقود سائل.
اعتبارًا من 2014, وبسبب مجهودات ARPA-E's على استخراج الغاز بطريقة fracking boom, انزاح الاهتمام عن الوقود التركيبي.
قرب نهاية عام 2020، أعلنت بورش عن استثمارها في الوقود الكهربائي، بما في ذلك مشروع Haru Oni في تشيلي، لإنتاج الميثانول الاصطناعي من طاقة الرياح. في عام 2021، أعلنت أودي أنها تعمل على مشاريع الديزل الإلكتروني والبنزين الإلكتروني.
بحلول عام 2021، أبلغ الاتحاد الأوروبي للنقل والبيئة أن قطاع الطيران بحاجة إلى نشر الكيروسين الإلكتروني لأنه يمكن أن يقلل بشكل كبير من تأثير المناخ على الطيران. كما أنها كانت تراقب استخدام الوقود الكهربائي في السيارات وهو ينبعث من غازي دفيئة هامين يتجاوزان CO2 يتم التقاطه من أجل الإنتاج: الميثان (CH 4) وأكسيد النيتروز (N 2 O)؛ كان تلوث الهواء المحلي لا يزال مصدر قلق وكان أقل كفاءة بخمس مرات من الكهرباء المباشرة.  

### كتب وتقارير
- Royal Society (2019). Sustainable Synthetic Carbon Based Fuels for Transport. London. ISBN:978-1-78252-422-9. OCLC:1181251736.{{استشهاد بكتاب}}:  صيانة الاستشهاد: ref duplicates default (link) صيانة الاستشهاد: مكان بدون ناشر (link)

### ملحوظات
1. 1 2  Royal Society 2019.
2. ↑  "ELECTROFUELS: Microorganisms for Liquid Transportation Fuel". ARPA-E. مؤرشف من الأصل في 2013-10-10. اطلع عليه بتاريخ 2013-07-23.
3. ↑  "Novel Biological Conversion of Hydrogen and Carbon Dioxide Directly into Free Fatty Acids". ARPA-E. مؤرشف من الأصل في 2013-10-10. اطلع عليه بتاريخ 2013-07-23.
4. ↑  "Electrofuels Via Direct Electron Transfer from Electrodes to Microbes". ARPA-E. مؤرشف من الأصل في 2013-10-10. اطلع عليه بتاريخ 2013-07-23.
5. ↑  "SBE's Conference on Electrofuels Research". American Institute of Chemical Engineers. مؤرشف من الأصل في 2022-05-24. اطلع عليه بتاريخ 2013-07-23.
6. ↑  Biello، David (20 مارس 2014). "Fracking Hammers Clean Energy Research". Scientific American. مؤرشف من الأصل في 2022-06-14. اطلع عليه بتاريخ 2014-04-14. The cheap natural gas freed from shale by horizontal drilling and hydraulic fracturing (or fracking) has helped kill off bleeding-edge programs like Electrofuels, a bid to use microbes to turn cheap electricity into liquid fuels, and ushered in programs like REMOTE, a bid to use microbes to turn cheap natural gas into liquid fuels.
7. ↑  Patrascu, Daniel (3 Dec 2020). "Future Porsche Cars to Run on eFuels, Motorsport Machines Included". autoevolution (بالإنجليزية). Archived from the original on 2022-11-07. Retrieved 2021-03-30.
8. ↑  "Audi advances e-fuels technology: new "e-benzin" fuel being tested". Audi MediaCenter (بالإنجليزية). Archived from the original on 2021-09-07. Retrieved 2021-03-30.
9. ↑  "FAQ: the what and how of e-kerosene" (PDF). European Federation for Transport and Environment. فبراير 2021. مؤرشف من الأصل (PDF) في 2022-11-05.
10. ↑  Krajinska، Anna (ديسمبر 2021). "Magic green fuels" (PDF). Transport & Environment. مؤرشف من الأصل (PDF) في 2022-11-05.

## روابط خارجية
- Lovett، Richard A. (17 يونيو 2013). "Electrofuels: Charged Microbes May "Poop Out" a Gasoline Alternative". National Geographic. مؤرشف من الأصل في 2023-03-31. اطلع عليه بتاريخ 2013-07-23.